# Nhlangano
Nhlangano is een plaats in het zuiden van Swaziland. Nhlangano is de hoofdstad van het district Shiselweni.